# Dawn of the Deli Creeps
Dawn Of The Deli Creeps es el nombre del primer álbum de la banda de Rock experimental, Deli Creeps.

el álbum contiene 13 canciones, varias de esas canciones son de los 2 Demo Tapes anteriores.

La canción "Random Killing" apareció en otra versión en el álbum de Buckethead titulado Giant Robot bajo el nombre de "I Come In Peace".

## Canciones
1. Can I Have A Ride? – 7:21
2. Dream Girl – 4:00
3. Found Body – 3:35
4. Flesh For The Beast – 5:58
5. Hatchet – 3:27
6. Time – 5:11
7. Grampa Bill – 3:32
8. Chores – 4:29
9. Beauty Of Life – 2:12
10. Buns Of Steel – 2:12
11. Buried Deep Stays Buried Still – 4:56
12. Boom Ch Ka – 5:20
13. Random Killing – 5:26

## Créditos
- Maximum Bob - Vocalista
- Buckethead - Guitarra
- Tony - Bajo
- Pinchface - Percusión